# Капела (колектив)
Капела, капелія — невеликий музичний ансамбль, спочатку тільки вокальний, нині — також інструментальний.
В епоху Середньовіччя — професійний хор співаків, який отримав свою назву по приміщенню, в якому розташовувався: в католицькій і англіканській архітектурі капелою називалася невелика споруда (каплиця) або окреме приміщення в храмі, в бічному нефі. Перші відомі свідоцтва специфічно музичного вживання слова capella сягають 1336 року, коли словосполучення magister capellae (керівник капели, капельмейстер) вжито щодо капели Бенедикта XII в Авіньйоні.